# Acanthocardia tuberculata
Acanthocardia tuberculata es una especie de almeja de agua salada comestible, molusco bivalvo marino, perteneciente a la familia Cardiidae.

## Descripción
La concha de Acanthocardia tuberculata puede alcanzar un tamaño de unos 95 mm. Esta es robusta,  equivalva, abultada y ligeramente asimétrica, con márgenes crenulados. La superficie muestra entre 18 y 20 costillas radiales fuertes, con filas de nódulos espinosos. La coloración básica suele ser marrón pálido con bandas concéntricas alternas más oscuras.

## Distribución y hábitat
Acanthocardia tuberculata se encuentra en el mar Mediterráneo y en el Atlántico nororiental. Esta especie está presente en la plataforma continental desde la marea baja hasta los 200 m. Como la mayoría de los bivalvos, estos moluscos se alimentan por suspensión y filtran el fitoplancton.

## Subespecies
- Acanthocardia tuberculata citrinum Brusina, 1865
- Acanthocardia tuberculata tuberculata (Linnaeus, 1758)
- Acanthocardia tuberculata f. alba

## Galería

Valva derecha
Valva izquierda
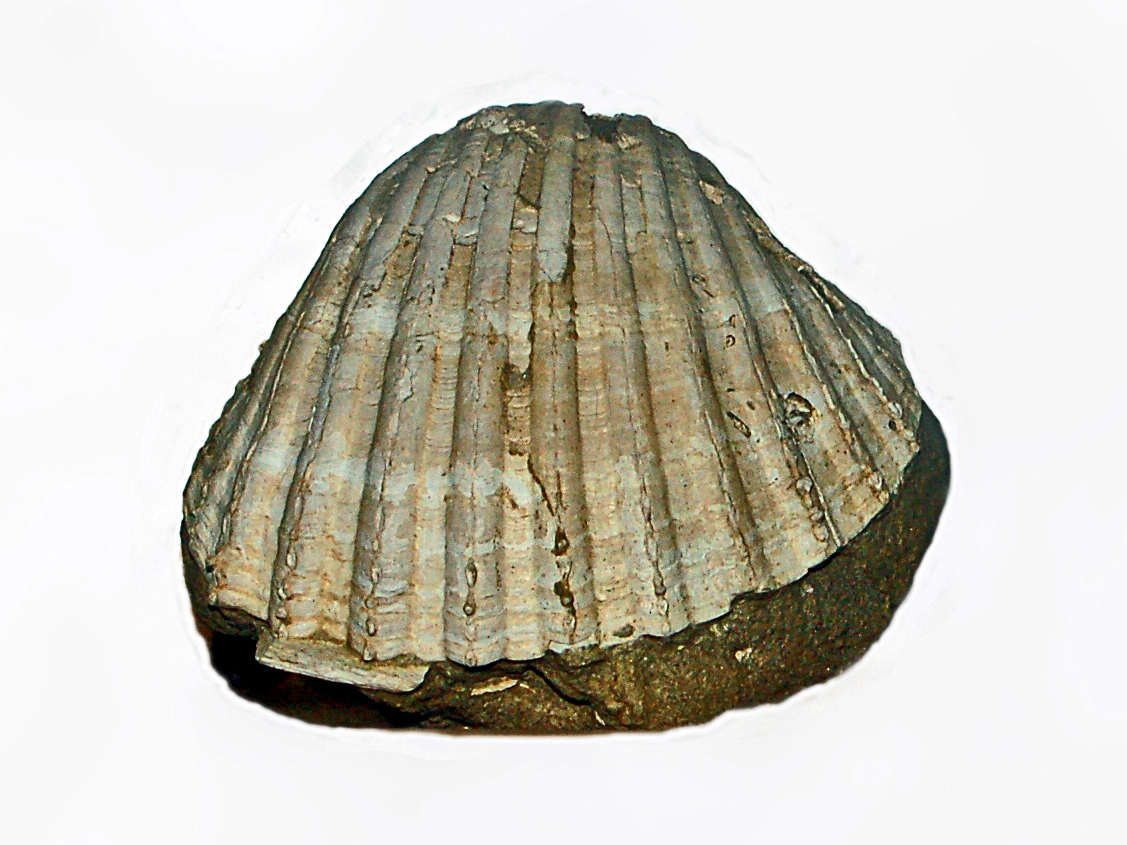
Fósil de Anthocardia tuberculata, Plioceno, Asti (Italia)